# G.S.T.T.V. Idéfix
G.S.T.T.V. Idéfix, of voluit de Groninger Studenten TafelTennisVereniging Idéfix is een Groningse studenten tafeltennisvereniging gesticht op 1 april 1971. Onder leiding van ex-international en bondscoach Jan Vlieg is de club de laatste tijd snel in omvang toegenomen. Jaarlijks organiseert de club in het voorjaar het Idéfixtoernooi, het grootste tafeltennis-toernooi van Noord-Nederland met deelnemers uit geheel Nederland. In april 2006 werd het 35-jarig lustrum gevierd.
Na een lange tijd afname van leden te hebben gehad, is het de vereniging de afgelopen drie jaren gelukt een groei in leden te behalen met als resultaat: 46 officieel ingeschreven leden. In de voorjaars-competitie van 2010 doet de vereniging mee met zes teams.

## Racketlontoernooi
In samenwerking met T.C. Veracket, G.S.S.V. Squadraat en G.S.B.C. AMOR heeft Idéfix op 15 juni 2014 haar eerste Racketlontoernooi georganiseerd. Na dit toernooi werd besloten om hier een jaarlijks evenement van te maken.